# Turbo haraldi
Turbo haraldi är en snäckart som beskrevs av Robertson 1957. Turbo haraldi ingår i släktet Turbo och familjen turbinsnäckor. Inga underarter finns listade i Catalogue of Life.